# Sentenac-de-Sérou
Sentenac-de-Sérou är en kommun i departementet Ariège i regionen Occitanien i södra Frankrike. Kommunen ligger  i kantonen La Bastide-de-Sérou som ligger i arrondissementet Foix. År 2022 hade Sentenac-de-Sérou 47 invånare.

## Befolkningsutveckling
Antalet invånare i kommunen Sentenac-de-Sérou
Referens: INSEE